# Остроумова, Ольга Михайловна
О́льга Миха́йловна Остроу́мова (род. 21 сентября 1947, Бугуруслан, Чкаловская область, СССР) — советская и российская актриса театра и кино; народная артистка Российской Федерации (1993), лауреат Государственной премии СССР (1979).

## Биография
Ольга Михайловна Остроумова родилась 21 сентября 1947 года в Бугуруслане (ныне Оренбургская область).
Раннее детство Ольги прошло в Бугуруслане, в маленьком домике, недалеко от церкви, священником которой был её дед. Отец Ольги был школьным учителем физики, мать — домохозяйкой. Когда ей исполнилось шесть, семья осела в Куйбышеве (сейчас — Самара). У Ольги две сестры, Раиса и Людмила, и брат Георгий: Раиса, работавшая инженером водного транспорта, в настоящее время пенсионерка; Людмила — предприниматель, ныне живёт в Самаре; и Георгий, работавший на Байконуре, сейчас трудится в фирме по строительству подвесных мостов.
Когда Ольга решила стать актрисой, в семье к этому отнеслись просто и отговаривать никто не стал. Ей купили билет, напекли пирожков на дорогу и отправили в Москву, где она никого не знала. В 1966 году она стала студенткой ГИТИСа имени Луначарского. Студенческие годы Остроумова жила в общежитии ГИТИСа на Трифоновке.
Окончив институт (мастерская В. А. Вронской) в 1970 году, Остроумова была принята в Московский театр юного зрителя, где начала работу у режиссёра П. О. Хомского, который ранее был её педагогом в ГИТИСе. Там же ей довелось работать с режиссёром М. З. Левитиным, который стал её вторым мужем в 1973 году (в 1993-м году Левитин и Остроумова разошлись).
В 1973—1983 годах актриса работала в Драматическом театре на Малой Бронной. С 1983 года Остроумова — актриса театра имени Моссовета.
Ольга Остроумова и Валентин Гафт познакомились на вечере, в котором оба участвовали. Они расписались в 1996 году в больнице, хотя прославленный автор эпиграмм обратил внимание на будущую супругу ещё во время работы над фильмом «Гараж». Позже Гафт рассказывал, что нашёл в Ольге дружеское участие и искренность, которой ему не хватало в людях: «Я был поражён и восхищён тем, что известная на всю страну артистка оказалась Божьим человеком, ничем не испорченным, естественным, без всяких штампов. Всё было просто и прямо. Наблюдая за этим, постепенно и я стал становиться лучше. Мне не приходилось напрягаться, что-то из себя изображать, фальшивить, а надо было просто оставаться самим собой. И я ощутил счастье».
Роль школьницы в фильме С. И. Ростоцкого «Доживём до понедельника» в одночасье сделала её любимицей миллионов зрителей. Она сыграла роль Жени Комельковой в фильме «А зори здесь тихие», который стал культовым в Советском Союзе, Китае, ряде других стран. Самой большой своей творческой удачей в кино актриса считает роль Василисы в фильме «Василий и Василиса». По её признанию, если бы не было этой роли, то не появилась бы театральная роль Анфисы из спектакля «Вдовий пароход», поставленного Г. Н. Яновской на сцене Театр имени Моссовета, которая согласилась дать Остроумовой эту роль только после того, как посмотрела «Василия и Василису».
Живёт и работает в Москве.

### Семья
- отец — Михаил Алексеевич Остроумов (1910—1994), учитель физики в школе (сын священника);
- мать — Наталия Ивановна Кудашёва (1912—2001), домохозяйка;
- сёстры — Раиса и Людмила;
- брат — Георгий;
- первый муж (с 1969) — Борис Аннабердыев, сокурсник по ГИТИСу, ставший впоследствии режиссёром-кинодокументалистом «Туркменфильма»;
- второй муж (с 1973) — Михаил Левитин, театральный режиссёр и писатель;
  - дети: Ольга (р. 1975), Михаил (р. 1983);
  - внуки: Полина, Захар, Фаина (р. 2012);
- третий муж (с 1996 по 12 декабря 2020) — Валентин Гафт[4] (1935—2020), актёр, народный артист РСФСР (1984).

## Театральные работы
- «Синяя Роза» (по пьесе Теннесси Уильямса «Стеклянный зверинец»). Режиссёр: Александр Марин — Аманда Вингфилд

### Московский ТЮЗ
- «Мещане» М. Горького — Елена
- «Тень» Е. Л. Шварца — Юлия Джули
- «Поздняя любовь» А. Н. Островского — Лебёдкина

### Театр на Малой Бронной
Дебют в спектакле по пьесе Рустама Ибрагимбекова «Своей дорогой».
- «Варвары» М. Горького — Лидия
- «Враги» М. Горького — Татьяна
- «Веранда в лесу» — Лида
- «Волки и овцы» А. Н. Островского — Глафира
- «Лето и дым» — Роза
- «Лунин, или смерть Жака» — Она

### Театр «Эрмитаж»
- «Здравствуйте, господин де Мопассан»

### Театр им. Моссовета
- 1982 — «Живой труп» Л. Н. Толстого — Елизавета Андреевна Протасова
- 1984 — «Вдовий пароход» — Анфиса
- 1986 — «Орнифль, или Сквозной ветерок» Ж. Ануя — Ариана
- 1986 — «Завтрак с неизвестными» В. Дозорцева — Маша
- 1987 — «Печальный детектив» по В. П. Астафьеву — Тётя Граня Мезенцева
- «У врат царства» К Гамсуна — Элина Карено
- «Мадам Бовари» Г. Флобера — Эмма Бовари
- «Вишнёвый сад» А. П. Чехова — Раневская
- «Муж, жена и любовник» — Дарья Ивановна
- «Учитель танцев» Лопе де Вега — Фелисьяна
- «Белая гвардия» М. А. Булгакова — Елена Васильевна Тальберг
- «Не будите мадам» Ж. Ануя — Роза
- «Серебряный век» — Клавдия Тарасовна
- «Я, бабушка, Илико и Илларион» Н. В. Думбадзе — Бабушка
- 2014 — «Римская комедия (Дион)» Л. Зорина. Режиссёр: Павел Хомский — Мессалина
- 2018 — «Путешествие с тетушкой» по Г. Грину — Августа Бертран
- 2020 — «Ричард III» У. Шекспира — Герцогиня Йоркская
- 2021 — «Восемь любящих женщин» Р. Тома — Бабушка

### Продюсерский центр Империал
- «Мадам, мы едем в Акапулько» (автор — Ив Жамиак, реж. Ольга Шведова)[5] — Нат

### Арт-Партнёр XXI
- «Семейный ужин в половине второго» (реж. Михаил Цитриняк)

## Фильмография
| Год       |     | Название                                              | Роль                                                                       |
| --------- | --- | ----------------------------------------------------- | -------------------------------------------------------------------------- |
| 1968      | ф   | Доживём до понедельника                               | Рита Черкасова, ученица 9-го класса                                        |
| 1970      | ф   | Город первой любви (новелла «Сталинград — 1929 год»)  | Нюра, комсомолка, строитель Сталинградского тракторного завода             |
| 1970      | ф   | Море в огне                                           | Юля Приходько                                                              |
| 1972      | ф   | А зори здесь тихие…                                   | Женя Комелькова, боец Красной армии                                        |
| 1974      | ф   | Любовь земная                                         | Маня Поливанова                                                            |
| 1975      | тф  | Персональное дело                                     | Зина                                                                       |
| 1976      | тф  | Когда-то в Калифорнии                                 | миссис Бэтси Беккер, почтмейстер                                           |
| 1976      | тф  | Мартин Иден                                           | Лиззи Конноли                                                              |
| 1977      | тф  | Лунёв сегодня и завтра                                | Саша                                                                       |
| 1977      | ф   | Судьба                                                | Маня Поливанова                                                            |
| 1977      | ф   | Хомут для Маркиза                                     | Анна Ивановна, мать Родиона                                                |
| 1979      | тф  | Варвары                                               | Лидия Павловна, племянница Богаевской                                      |
| 1979      | ф   | Похищение «Савойи»                                    | Валентина Соколова, мать Тани Соколовой, пассажир «Рейса 627»              |
| 1979      | ф   | Гараж                                                 | Марина, дочь профессора Смирновского, член кооператива по ходатайству отца |
| 1980      | ф   | Тихие троечники                                       | Рая, соседка Веденеевых                                                    |
| 1980      | тф  | Мелочи жизни                                          | Наташа Бунина                                                              |
| 1981      | ф   | Василий и Василиса                                    | Василиса, жена Василия                                                     |
| 1982      | ф   | Безумный день инженера Баркасова                      | Софочка Крутецкая, секретарь инженера Баркасова                            |
| 1982      | ф   | Не было печали                                        | Евгения, бывшая однокурсница Вадима Потапова                               |
| 1984      | ф   | Столкновение                                          | Рута, жена хирурга Наримантаса                                             |
| 1985      | ф   | Сестра моя Люся                                       | Клава, мать Люси                                                           |
| 1986      | ф   | Время сыновей                                         | Людмила Кордина, жена Александра Кордина                                   |
| 1986      | ф   | Я сделал всё, что мог                                 | Анна Жилина                                                                |
| 1987      | ф   | Башня                                                 | Кара Семёновна                                                             |
| 1987      | с   | Дни и годы Николая Батыгина                           | Васёна                                                                     |
| 1987      | тф  | Живой труп                                            | Елизавета Андреевна Протасова, жена Протасова                              |
| 1987      | ф   | Филёр                                                 | Нина                                                                       |
| 1988      | тф  | Зимняя сказка                                         | Гермиона, королева, жена Леонта                                            |
| 1989      | тф  | Вдовий пароход                                        | Анфиса Максимовна Громова                                                  |
| 1989      | с   | Женщины, которым повезло                              | Наталья Дружинина                                                          |
| 1989      | ф   | Чаша терпения                                         | Елизавета Андреевна, продавщица в шашлычной                                |
| 1990      | ф   | Очарованный странник                                  | Евгения Семёновна                                                          |
| 1992      | ф   | Очень верная жена                                     | Полина Иванова, мать Тани Монаховой                                        |
| 1992      | ф   | Прощальные гастроли                                   | Евгения Ростиславовна Чепалина, актриса                                    |
| 1993      | тф  | Орнифль, или Сквозной ветерок                         | графиня                                                                    |
| 1994      | ф   | Уснувший пассажир                                     | Галина Георгиевна                                                          |
| 1997      | ф   | Змеиный источник                                      | Тамара Георгиевна, директор школы                                          |
| 1997      | ф   | Не валяй дурака…                                      | Полина Селиванова, жена кузнеца Селиванова                                 |
| 1999      | тф  | У врат царства                                        | Элина Карено                                                               |
| 2002      | тф  | Новогодние приключения                                | Тамара Ивановна                                                            |
| 2002      | док | Чтобы помнили. Алла Балтер                            | Имя персонажа не указано                                                   |
| 2002      | с   | По ту сторону волков                                  | Мария Голощёкова, медсестра                                                |
| 2003      | ф   | Джокеръ                                               | Анна Антоновна Атуева, тётя Лидочки                                        |
| 2003      | с   | Зачем тебе алиби?                                     | Ада Дмитриевна                                                             |
| 2003      | с   | Бедная Настя                                          | Мария Алексеевна Долгорукая, княгиня, жена Петра Долгорукого               |
| 2003      | ф   | Дни ангела                                            | Алёна Зуева                                                                |
| 2003      | ф   | Фото                                                  | Имя персонажа не указано                                                   |
| 2003      | с   | Желанная                                              | Мария Григорьевна                                                          |
| 2003      | тф  | Не будите мадам                                       | Роза, первая жена Жюльена                                                  |
| 2004      | с   | Женщины в игре без правил                             | Мария Петровна Громова, мать Елены                                         |
| 2004      | кор | Сын                                                   | снималась                                                                  |
| 2004      | с   | Я тебя люблю                                          | Светлана Георгиевна, мать актёра Ордынцева                                 |
| 2004      | док | Борис Васильев. Чрезвычайный человек                  | Имя персонажа не указано                                                   |
| 2004      | с   | Карусель                                              | Екатерина Людвиговна                                                       |
| 2005—2006 | с   | Не родись красивой                                    | Маргарита Рудольфовна Жданова, жена Павла Жданова                          |
| 2006      | док | Андрей Ростоцкий: последний романтик                  | Имя персонажа не указано                                                   |
| 2006      | док | Эммануил Виторган и Алла Балтер. По обе стороны жизни | Имя персонажа не указано                                                   |
| 2006      | с   | Большие девочки                                       | Надежда Николаевна Федорчук                                                |
| 2007      | тф  | Карнавальная ночь 2, или 50 лет спустя                | Элла, режиссёр главного телеканала страны                                  |
| 2007      | док | Жизнь без вранья. Евгений Матвеев                     | Имя персонажа не указано                                                   |
| 2007      | док | Ольга Остроумова. Очень личное                        | Имя персонажа не указано                                                   |
| 2007      | док | Острова. Евгений Матвеев                              | Имя персонажа не указано                                                   |
| 2007      | док | Острова. Станислав Ростоцкий                          | Имя персонажа не указано                                                   |
| 2007      | с   | Капитанские дети                                      | Надежда Гринёва, жена Валентина Гринёва                                    |
| 2007      | тф  | Муж, жена и любовник                                  | Дарья Ивановна                                                             |
| 2008      | док | Память о счастье (Семья Ростоцких)                    | Имя персонажа не указано                                                   |
| 2008      | с   | Одна ночь любви                                       | Дарья Матвеевна Урусова, княгиня, вдова Фёдора Урусова                     |
| 2008—2009 | с   | Адмиралъ                                              | Дарья Фёдоровна Омирова (Каменская), мать Софьи Колчак                     |
| 2008      | тф  | Серебряный век                                        | Клавдия Тарасовна                                                          |
| 2009      | док | Зинаида Кириенко. Роковая красавица                   | Имя персонажа не указано                                                   |
| 2010      | док | Гафт, который гуляет сам по себе                      | Имя персонажа не указано                                                   |
| 2011      | с   | Морпехи                                               | Екатерина Кузьминична Морозова, бабушка лейтенанта Табачникова             |
| 2012      | док | Евгений Матвеев. Всем сердцем — раз и навсегда        | Имя персонажа не указано                                                   |
| 2012      | док | Ольга Остроумова. Любовь земная                       | Имя персонажа не указано                                                   |
| 2012      | с   | Ефросинья                                             | Олимпиада Фёдоровна Журавская                                              |
| 2013      | с   | Бульварное кольцо                                     | Алла Эдуардовна, мать Евгения                                              |
| 2013      | док | Зинаида Кириенко. Зла не помню, обид не держу         | Имя персонажа не указано                                                   |
| 2014      | ф   | Папа для Софии                                        | Марина Александровна, мать пианистки Серовой                               |
| 2015      | ф   | Подлец                                                | Вера Филимоновна, мать Юлии                                                |
| 2018—2019 | с   | Глаза в глаза                                         | Ираида Васильевна, мать следователя СК РФ Крылова                          |
| 2019      | ф   | Ван Гоги                                              | Людмила Васильевна                                                         |
| 2022      | с   | Номинация                                             | Раиса Витальевна Карташова                                                 |

## Озвучивание
| Год  |     | Название                                            | Роль                                          |
| ---- | --- | --------------------------------------------------- | --------------------------------------------- |
| 1982 | ф   | Баллада о доблестном рыцаре Айвенго                 | леди Ровена (роль Тамары Акуловой)            |
| 1987 | ф   | Фотография с женщиной и диким кабаном               | Юдита (роль Мирдзы Мартинсоне)                |
| 1990 | ф   | Моя собачья жизнь                                   | Берит (роль Инг-Мари Карлссон)                |
| 1990 | ф   | Жажда мести                                         | Арти / Джоти (роль Рекхи)                     |
| 1993 | ф   | Ас из асов                                          | Габи (роль Мари-Франс Пизье)                  |
| 2008 | док | Владимир Высоцкий и Марина Влади. Последний поцелуй | голос за кадром                               |
| 2013 | ф   | Легенда 17                                          | мать Валерия Харламова (роль Алехандры Грепи) |

## Озвучивание мультфильмов
|      |    |                     |                     |
| 1983 | мф | Малиновка и медведь | Малиновка           |
| 1984 | мф | КОАПП               | Мартышка            |
| 1984 | мф | Хочу Луну           | Принцесса           |
| 2004 | мф | Щелкунчик           | мама Маши и Николки |
|      |    |                     |                     |

## Радиопостановки
- 1976 — «Каждое новое утро» З. В. Чернышёвой (реж. Людмила Фокина) — Нина Савицкая, врач
- 1977 — «Почти смешная история» Э. В. Брагинского (реж. Эмиль Верник) — Маша
- 1977 — «Сверчок на печи (Сказка о семейном счастье)» Ч. Диккенса (реж. Вера Дубовская) — Мери (Крошка), жена Джона
- 1978 — «Сын Артуро Эстевеса» Рауля де Каскорро (реж. Виктор Кузнецов) — Роса
- 1978 — «Блокада» А. Б. Чаковского (реж. Эмиль Верник) — Вера
- 1978 — «Железный перстень» З. И. Фазина — Полина Фомина
- 1981 — «Блюдо для сыра» С. Шульц (реж. Алексей Соловьёв) — Анна
- 1984 — «Алые паруса» А. С. Грина — читает текст
- 1985 — «Солдат и маршал» А. И. Корзникова и А. М. Вилькина (реж. Алексей Соловьёв) — старшина медслужбы
- 1991 — «Мишка Пряслин. По страницам романов „Братья и сёстры“ и „Две зимы и три лета“» Ф. А. Абрамова (реж. Надежда Киселёва) — мать Мишки Пряслина
- 1991 — «Мария Ермолова. Страницы жизни» З. В. Чернышёвой (реж. Людмила Бабкина) — Маша Ермолова
- 1991 — «Бенвенуто Челлини» З. В. Чернышёвой (реж. Людмила Бабкина) — герцогиня Д’Этамп
- 1991 — «Зинаида Волконская» З. В. Чернышёвой (реж. Людмила Бабкина) — мадемуазель Марс
- 1992 — «Иван Горбунов» З. В. Чернышёвой (реж. Людмила Бабкина) — Любовь Косицкая
- 2007 — «Похождения Бальзаминова» А. Н. Островского (реж. Юрий Ерёмин) — Анфиса Даниловна Антрыгина, вдова
- 2010 — «Огневушка-поскакушка» П. П. Бажова (реж. Максим Осипов) — читает текст
- 2010 — «Авантюрный роман» Н. А. Тэффи (реж. Александр Пономарёв) — Любаша

## Награды и премии
Государственные награды СССР и Российской Федерации:
- Государственная премия СССР (1979) — за исполнение роли Мани Поливановой
- Заслуженная артистка РСФСР (1982)
- Народная артистка Российской Федерации (16 декабря 1993) — за большие заслуги в области театрального искусства[6]
- орден Почёта (15 августа 1998) — за многолетнюю плодотворную деятельность в области театрального искусства[7]
- орден «За заслуги перед Отечеством» IV степени (12 июня 2008) — за большой вклад в развитие отечественного театрального искусства и многолетнюю творческую деятельность[8]
- орден Дружбы (28 марта 2019) — за большой вклад в развитие отечественной культуры и искусства, средств массовой информации, многолетнюю творческую деятельность[9]

Другие награды, премии, поощрения и общественное признание:
- премия имени А. Довженко
- «Серебряная нимфа» (Италия) — за фильм «А зори здесь тихие…»
- Золотая медаль имени А. П. Довженко (1978)
- Царскосельская художественная премия (2007)
- Звезда Театрала (2015)
- Фигаро (2017)[10]
- Почётный деятель искусств города Москвы (2023)[11]

## Документальные фильмы и телепередачи
- «Ольга Остроумова. „Очень личное“» («Первый канал», 2007)[12]
- «Ольга Остроумова. „Любовь земная“» («ТВ Центр», 2012)[13]
- «Ольга Остроумова. „Когда тебя понимают…“» («Первый канал», 2017)[14][15]
- «Ольга Остроумова. „Не все слёзы фальшивые“» («ТВ Центр», 2021)[16]